# Pseudococcus monticola
Pseudococcus monticola är en insektsart som beskrevs av Green 1922. Pseudococcus monticola ingår i släktet Pseudococcus och familjen ullsköldlöss.
Artens utbredningsområde är Sri Lanka. Inga underarter finns listade i Catalogue of Life.